# راضي شحادة
راضي شحادة (1952-) هُو مؤلف ومخرج وممثل وكاتب ومسرحي فلسطيني من الجليل، أَسّس مسرح البَلَد سنة 1973 في الجليل وقدّم من خلاله الكثير من الأَعمَال المسرحيّة، أبرزها مسرحية «السّلام المفقود» الَّتِي أَصَدَرَت محكمة العدل الإسرائيليّة وَمَجلِس الرقابة على الأَفلام والمسرح أمراً بمنع عرضها، وَهُو مؤسس مسرح السيرة في 1984 في القدس، وأحد مؤسسي «مسرح الحكواتي الفلسطيني» في القدس، وله روايتان وأبحاث في المسرح والسِياسَة، وأصدر العديد من الكتب والنصوص في مَجَالَات عدة.
أصدر كتاب «سيرة حكواتي من فلسطين» في 2016 يستعرض فِيه بأسلوب حكائي روائي سِيَريّ وتقييمي تجربته المسرحيّة مُنذ سبعينات القرن الماضي انطلاقًا من تجربة مسرح البَلَد في الجليل، وانتهاء بتجربة فرقة ومسرح الحكواتي في القدس المحتلة، ويُركَّزَ فِيه بشكل مكثّف على التجربة الإبداعية والمضمونية، وعلى كيفية القيام بِالعمليَّة المسرحيّة في ظَلّ ظروف سياسيَّة غير مستقرة.

## مؤلفاته
- "المسرح الفلسطيني في فلسطين 48 بين صراع البقاء وانفصام الهوية"، وزارة الثقافة الفلسطينية، 1998.[6][7]
- الثورات العربية في ظلّ الدين ورأس المال، شركة المطبوعات للتوزيع والنشر، 2012.[8]
- الغشوة: سيرة ذات - نيّة لعبة روائية، شركة المطبوعات للتوزيع والنشر، 2012.[9][10]

- كيمياء الفن والسياسة.
- من الحكواتي إلى السيرة.[11]
- البحث عن المسرح.
- الجسد الادمي والمخلوق المسرحي، 2013.[12]
- سيرة حكواتي من فلسطين، المؤسسة الأهلية للنشر والتوزيع في عمّان، 2016.[13][14]

### روايات
- «الجراد يحب البطيخ»، 1990.[15]
- «سفر الغشوة».

### مسرحيات
- «مسرح السيرة الفلسطيني يقدم هواجس مسرحية: الحلقة الأولى»، مؤسسة الأسوار، 1997.[16]
- «مسرح السيرة الفلسطيني يقدم الجسد والجسد المسرحي»، 1998.[17]
- «مسرح السيرة الفلسطيني يقدم سيرة Mr. Ego: كوما-تراجيديا»، 1997.[18]
- سيرة البهلول، 1991.
- السلام المفقود: مسرحية، الأسوار، 1980.[19][20]
- مسرح كاريكاتيري مَرِح.[21]
- هواجس مسرحية.
- مسرح وحراميّة: رحلة الشرق إلى الغرب والتّلاقح المسرحي.[22]
- خمسة نصوص مسرحية.
- أربعة نصوص مسرحية فلسطينية.[23]
- ثمانية نصوص مسرحية للأطفال.